# Upper Bucklebury
Upper Bucklebury är en by i West Berkshire distrikt i Berkshire grevskap i England. Byn är belägen 17 km 
från Reading. Orten har 983 invånare (2015).